# Athlon 64 X2
A64 X2 er den første dobbeltkerneprocessor til en computer, produceret af AMD. Det er en processer som består af to Athlon 64 kerner der er sammenføjet på ét bundkort. Kernerne deler én memory  pencontroler (som styrer trafikken til RAM'en), og er lige som på Athlon 64 indbygget i processoren. 
Ligesom Athlon 64 processoren, har X2 processorene også den såkaldte coldbug, som gør at processoren kan have problemer med at køre ved lave temperaturer, hvilket computerentusiaster er utilfredse med. Dog har X2 processoren større tilbøjelighed til at kunne køre ved lave temperature end de almindelige Athlon 64 processorer.

## Modeller
AMD har sendt 5 Athlon X2 modeller på markedet til socket 939:
- Athlon X2 3800+ med en frekvens på 2,0 GHz og en samlet L2-cache på 1024 kB (512 kB til hver kerne)
- Athlon X2 4200+ med en frekvens på 2,2 GHz og en samlet L2-cache på 1024 kB (512 kB til hver kerne)
- Athlon X2 4400+ med en frekvens på 2,2 GHz og en samlet L2-cache på 2048 kB (1024 kB til hver kerne)
- Athlon X2 4600+ med en frekvens på 2,4 GHz og en samlet L2-cache på 1024 kB (512 kB til hver kerne)
- Athlon X2 4800+ med en frekvens på 2,4 GHz og en samlet L2-cache på 2048 kB (1024 kB til hver kerne)

Kernerne med en samlet L2-cache på 2048 kB har kodenavnet Toledo. Kernerne med en samlet cache L2 på 1024 kb har kodenavnet Manchester. Dog har nogen af Athlon X2 3800+ og Athlon X2 4200+ en Toledo kerne med halvdelen af cachen slået fra.